# Разванє
Разванє (словен. Razvanje) — поселення в общині Марибор, Подравський регіон‎, Словенія.